# Капот (автомобіль)

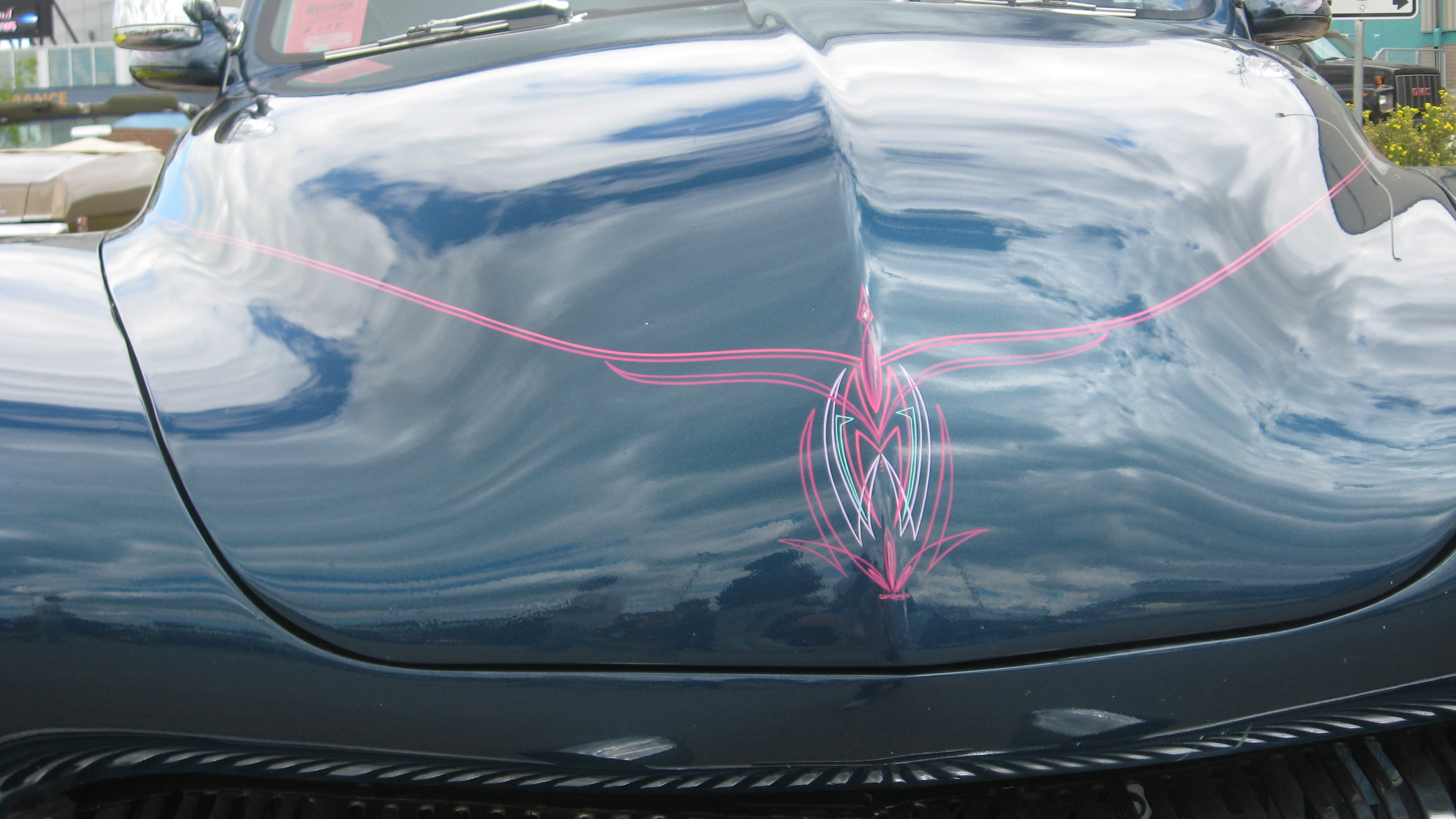
Капот легкового автомобіля

Капот — деталь автомобіля, яка закриває зверху відсік двигуна: складається із зовнішньої панелі, що знизу підсилюється внутрішньою панеллю, привареною по периметру. Зазвичай виготовляється зі сталі, можливе виконання із карбону.